# Teresa Orlowski
Teresa Orlowski (eigentlich Teresa Orłowska; bürgerlich seit 1982 Teresa Moser; * 29. Juli 1953 in Breslau, Polen) ist eine ehemalige Pornodarstellerin und war zudem bis 2005 Produzentin pornografischer Filme und Magazine.

## Leben
1979 immigrierte Orlowski in die Bundesrepublik Deutschland und arbeitete als Bedienung in einem Tanzlokal in Bochum. 1981 lernte sie durch einen Fotografen namens Peter Filip den Pornofilmregisseur Hans Moser alias „Sascha Alexander“ kennen und heiratete ihn 1982.

VTO-Logo

1982 gründete Orlowski in Hannover den Verlag Teresa Orlowski (VTO). Dort produzierte sie verschiedene Serien von Pornomagazinen sowie Videofilme. 1988 konnten eigene Filmstudios gemeinsam mit Gerd Römbke als Partner und Sendeleiter sowie Hans Mosher jr. als Produzent in der Wohlenbergstraße, heute Studios der TVN (Madsack Gruppe), errichtet werden.
Als Foxy Lady wurde sie in den 1980er Jahren in der gleichnamigen Filmserie zur „Pornoqueen“ Deutschlands vom Verlag hochstilisiert. 1989 wirkte Orlowski in dem Musikvideo zum Titel Bitte bitte der Band Die Ärzte mit, die ebenso wie Orlowski Probleme mit der Bundesprüfstelle für jugendgefährdende Schriften hatte.
Anfang der 1990er Jahre versuchte Orlowski im Privatfernsehen einen Pornokanal zu etablieren. Sie mietete Sendezeit auf einem Satelliten und ließ von 1 bis 4 Uhr nachts ein eigens für den Sender produziertes Programm ausstrahlen. Das Programm konnte nur mit Decoder und Chipkarte entschlüsselt werden. Wegen des Verbots der Verbreitung von Pornografie über Rundfunk (§ 184d StGB) wurden ihr diese Sendungen jedoch untersagt.
2007 wurde ein Haftbefehl gegen Orlowski erlassen, als sie versäumte in Hannover vor Gericht zu erscheinen; es ging in dem Prozess um nicht gedeckte Kreditkartenzahlungen. Zu dieser Zeit wohnte sie bereits im spanischen Marbella. Der Rechtsstreit wurde durch Vergleich beendet und das Versäumnisurteil aufgehoben.
Über ihren Verbleib und berufliche Tätigkeit nach dieser Zeit ist bislang nichts bekannt.